# Le Nom sur le mur
 (mars 2025).
Motif : notoriété?
- Archive Wikiwix
- Bing
- Cairn
- DuckDuckGo
- E. Universalis
- Gallica
- Google
- G. Books
- G. News
- G. Scholar
- Persée
- Qwant
- (zh) Baidu
- (ru) Yandex
- (wd) trouver des œuvres sur Wikidata

| 1. | Préciser le motif de la pose du bandeau. | Précisez le motif de la pose du bandeau en utilisant la syntaxe suivante : {{admissibilité à vérifier\|date=août 2025\|motif=remplacez ce texte par le motif}}                         |
| 2. | Informer les utilisateurs concernés.     | Pensez à avertir le créateur de l'article, par exemple, en insérant le code ci-dessous sur sa page de discussion : {{subst:avertissement admissibilité à vérifier\|Le Nom sur le mur}} |

Le Nom sur le mur est un récit d'Hervé Le Tellier publié le 18 avril 2024 aux éditions Gallimard. Il se présente comme une enquête qui vise à raconter la vie d’un jeune résistant durant l’Occupation.

## Résumé
Ce récit est à la fois biographique et historique, puisqu’il raconte la vie d’un résistant, André Chaix, et autobiographique par instants. André Chaix est un jeune maquisard français pendant l’Occupation allemande, né en 1924 à Montjoux-La Paillette en Drôme provençale près de Dieulefit, et mort à vingt ans au combat, en 1944. Ce « tombeau » d’André Chaix, récit ouvertement antifasciste s’accompagne d’une quarantaine d’illustrations.